# كيبو (مختبر فضاء)

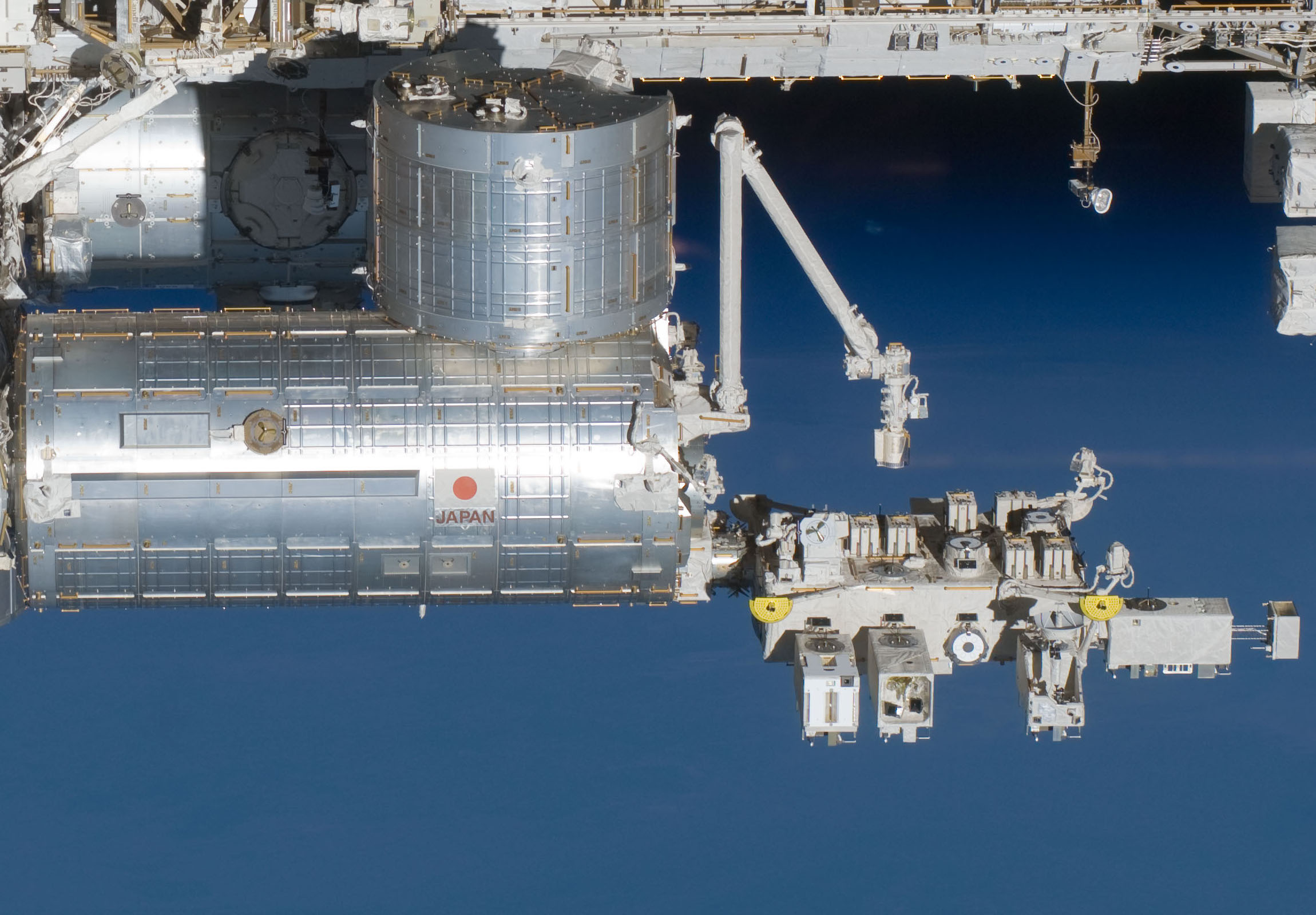
صورة للمختبر

كيبو (بالإنجليزية: Kibo)‏ و(باليابانية: きぼう) وتعني الأمل، مختبر علوم ياباني في محطة الفضاء الدولية، أُرسل من قبل منظمة استكشاف الفضاء اليابانية وبالتعاون مع ناسا إلى محطة الفضاء الدولية، على ثلاثة مراحل ضمن بعثات برنامج مكوك الفضاء الأمريكي، بدأ العمل في إرسال وتجميع المختبر ضمن البعثة رقم إس تي إس-123 وإس تي إس-124 في سنة 2008، واكتمل تجميع المختبر ضمن بعثة الفضاء رقم إس تي إس-127 سنة 2009، ويعتبر كيبو وهو بحجم حافلة من طابقين، أكبر وحدات محطة الفضاء الدولية. يركز المختبر على دراسة وإجراء تجارب متنوعة تتركز في الطب الفضائي وعلم الأحياء ومراقبة الأرض والتكنولوجيا البيولوجية وأبحاث متعلقة بالاتصالات عن بعد، المختبر مزود بوحدة ضغط جوي تمكن رواد الفضاء العمل بملابسهم العادية وإجراء تجارب علمية في ظل الظروف القاسية للفضاء بما في ذلك الأشعة الفضائية.

## معرض صور

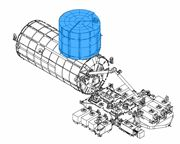
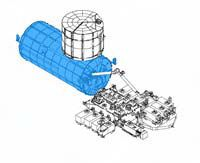
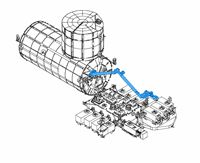
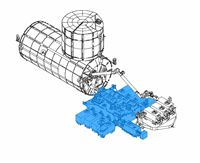
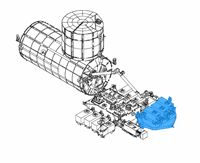